# Разпотје (Загорје об Сави)
Разпотје (словен. Razpotje) је насељено место у општини Загорје об Сави, Засавска регија, Словенија.

## Историја
До територијалне реорганизације у Словенији било је у саставу старе општине Загорје об Сави.

## Становништво
У попису становништва из 2011. године, Разпотје је имало 26 становника.
| Број становника према пописима | Број становника према пописима | Број становника према пописима |
| ------------------------------ | ------------------------------ | ------------------------------ |
| 1991                           | 2002                           | 2011                           |
| 18                             | 19                             | 26                             |

Напомена: Године 1990. умањено за део насеља који је припојен насељу Подлиповица.